# Giovanni di Montemarano
San Giovanni di Montemarano (Montemarano, XI secolo – Montemarano, 14 aprile 1095) è stato il primo vescovo della diocesi di Montemarano ed è venerato come santo dalla Chiesa cattolica.
Il documento con il quale la sede apostolica istituì la diocesi di Montemarano probabilmente è andato perduto e dunque non ci è noto da quanto tempo prima della nomina di Giovanni esistesse, tuttavia si può affermare con certezza che è lui il primo vescovo del quale si abbia notizia.

## Biografia
Egli nacque certamente a Montemarano, ma i fogli della "Legenda" che parlavano della sua nascita, della sua fanciullezza e della sua gioventù non sono giunti fino a noi perché andarono distrutti in un incendio della cattedrale verso il 1500.
Fu sacerdote umile e attivo, senza mai mettersi in vista, sempre disponibile verso chi avesse avuto un bisogno spirituale o materiale scontrandosi anche con i potenti per difendere i deboli.
I suoi meriti furono riconosciuti da clero e popolo che, quando la diocesi restò vacante, lo vollero vescovo di Montemarano.
Per questo, quando il 2 luglio 1084 giunse a Salerno papa Gregorio VII, in fuga dalla persecuzione dell'imperatore Enrico IV, i cittadini di Montemarano gli inviarono una delegazione. Il pontefice accolse favorevolmente i montemaranesi che chiesero la nomina del proprio concittadino Giovanni a vescovo della loro chiesa. Fu lo stesso Gregorio VII, quando ebbe ai suoi piedi Giovanni, che pure si era dichiarato indegno di così alta carica, a convincerlo a accettare.
Nominato da Gregorio VII e consacrato nel 1084 nella cattedrale di Benevento da Roffredo I, arcivescovo di questa città, si rivelò pienamente all'altezza dei compiti a lui impartiti dal severo pontefice, dimostrandosi contemporaneamente uomo di fede e di azione.
Si occupò con impegno per una conversione profondamente spirituale in un secolo di corruzione, ignoranza e concussione, ma non tralasciò il bene materiale dei suoi concittadini.
Per mostrare la sua carità cristiana viene citato il seguente episodio: le terre rese infruttuose da carestie e incursioni di Saraceni e Normanni e i beni della mensa vescovile non potevano aiutare tutti. Così egli, con i suoi operai, dissodò i folti boschi appartenenti alla mensa vescovile e con l'acqua del fiume Calore rese fertile il terreno per aiutare il popolo.
Morì il 14 aprile 1094 data tradizionale, o nel 1095, secondo gli studi e le ricerche più approfondite effettuate dal prof. Mario Gagliardo.
Venne subito inumato nella Cripta della Cattedrale, "in loco eminenti", dove ancora si conserva insieme con le sue reliquie ancora incorrotte dopo tanti secoli.

## Culto
Papa Pio X confermò, nel 1906, il culto ab immemorabilis prestato a San Giovanni. Viene festeggiato sia il 14 aprile che il 21 agosto.
In Piazza del Popolo, a Montemarano, è stata posta una statua in bronzo che lo rappresenta a figura intera.